# Schrägverwindung

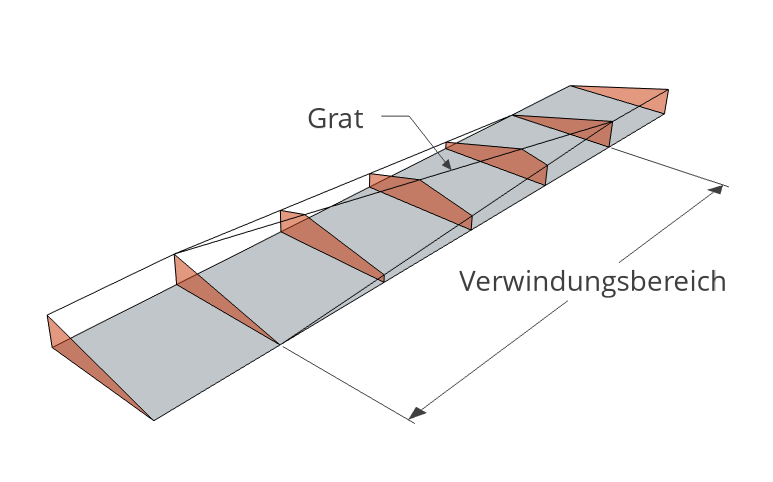
Räumliche Darstellung einer Schrägverwindung (unmaßstäblich)

Eine Schrägverwindung (in Österreich auch Gratverwindung und in der Schweiz auch Gratlösung genannt) ist eine Fahrbahnverwindung im Straßenbau, bei der ein Grat die höherliegenden Fahrbahnränder schräg zur Fahrtrichtung miteinander verbindet. Sie dient dazu, dass in Straßenabschnitten mit geringer Längsneigung abflussschwache Zonen und damit Aquaplaning vermieden werden.

## Beschreibung
Wesentliches Merkmal der Schrägverwindung ist der so genannte „wandernde Grat“. Dieser verbindet im Verwindungsbereich zwei gegensätzlich geneigte Pultprofile schräg miteinander. Links und rechts vom Grat fällt die Querneigung zum Fahrbahnrand hin ab und bildet damit ein Dachprofil.
Die Drehachse taucht im Bereich der Schrägverwindung in den Straßenkörper ein und läuft geradlinig durch.

## Hintergrund
Insbesondere aus entwässerungstechnischen Gründen besitzen Fahrbahnen eine Querneigung. Treffen zwei gegenseitig geneigte Fahrbahnabschnitte aufeinander (zum Beispiel bei einer Wendelinie), ergibt sich im Regelfall eine Fahrbahnverwindung mit Querneigungswechsel. Bei einer Standardverwindung entsteht zwangsläufig eine Stelle, an der die Querneigung null beträgt (sogenannter Nulldurchgang). Die Entwässerung lässt sich an dieser Stelle nur durch eine ausreichende Längsneigung der Fahrbahn sicherstellen. Ist die Längsneigung zu gering, kann anfallendes Oberflächenwasser nicht schnell genug abfließen. In der Folge entsteht eine kritische Wasserfilmdicke auf der Fahrbahn und damit die Gefahr von Aquaplaning. Eine Möglichkeit zur Vermeidung oder Beseitigung einer solchen kritischen Stelle beim Neubau oder bei einer grundhaften Erneuerung einer Straße ist der Bau einer Schrägverwindung.

## Trassierung
Sowohl die in Deutschland als auch die in Österreich und der Schweiz gültigen Regelwerke für die Trassierung von Straßen sehen die Schrägverwindung als mögliche Lösung im Bereich abflussschwacher Zonen vor. Aus fahrdynamischen Gründen muss die Schrägverwindung jedoch eine gewisse Länge aufweisen. Diese Länge errechnet sich in Abhängigkeit von der Entwurfsgeschwindigkeit und der Fahrbahnbreite.

## Bauweisen
Der Bau einer Schrägverwindung erfolgt größtenteils mit Hilfe eines Asphaltfertigers. Es können allerdings nicht alle Flächen mit dem Fertiger asphaltiert werden, sodass teilweise auch Handeinbau notwendig ist. Grundsätzlich können zwei Bauweisen unterschieden werden:
Fahrbahnparallele HerstellungIm ersten Schritt baut der Fertiger den Schrägverwindungsbereich auf voller Breite mit Einseitneigung ein. Anschließend wird die „falsch“ geneigte Einbaufläche auf der anderen Seite des Grades abgeschnitten und wieder vollständig zurückgebaut. Im letzten Schritt baut der Fertiger von der anderen Richtung mit gegensätzlicher Querneigung den übrigen Teil der Schrägverwindung so weit wie möglich ein. Die verbleibende große Dreiecksfläche muss dann im Handeinbau asphaltiert werden.
Gratparallele HerstellungZunächst wird nacheinander links und rechts vom Grat eine 4,0 bis 4,5 m breite Bahn asphaltiert. Im nächsten Schritt setzt der Fertiger die Asphaltierung der Fahrbahn parallel zum Fahrbahnrand fort. Bei dieser Bauweise ergeben sich insbesondere bei breiten Fahrbahnen im Vergleich zur fahrbahnparallelen Bauweise mehr Dreiecksflächen, die dann im Handeinbau hergestellt werden müssen. Da diese Dreiecksflächen jedoch relativ klein sind, handelt es sich jedoch um die von der Bauindustrie bevorzugte Bauweise.

## Nachteile
Trotz des guten Entwässerungsverhaltens gibt es im Bestand nur wenige Schrägverwindungen und sie werden auch nur sehr selten neu gebaut. Die Straßenbauverwaltungen vermeiden den Einbau einer Schrägverwindung eher und greifen zu anderen Lösungen (wie zum Beispiel eine Gradientenoptimierung).
Die Vermeidung von Schrägverwindungen begründet sich zum einen damit, dass ein gewisser Flächenanteil im Handeinbau hergestellt werden muss und diese Flächen aufgrund dessen eine etwas geringere Einbauqualität aufweisen. Zum anderen besteht ein höherer Unterhaltsaufwand. So müssen die Fugen im Verwindungsbereich erfahrungsgemäß nach etwa 5 Jahren erneuert werden und Fräsarbeiten (z. B. zur Beseitigung von Spurrinnen) erfordern eine genaue Vermessung der Fahrbahn im Vorlauf. Darüber hinaus ist die korrekte Herstellung einer Schrägverwindung anspruchsvoll und die ausführenden Firmen haben häufig nur wenig Erfahrung mit dem Einbau. Wenn ein Einbaufehler auftritt, ist eine Nachbesserung kaum möglich und der gesamte Verwindungsbereich muss abgefräst und neu eingebaut werden. Als problematisch erweist sich häufig auch die bauliche Umsetzung bei Sanierungsvorhaben, da für die Herstellung der Schrägverwindung im Regelfall eine Vollsperrung der Fahrbahn benötigt wird.
Neben den bautechnischen Nachteilen werden manchmal auch noch fahrdynamische Bedenken genannt. Denn das Fahrzeug erhält beim Durchfahren der Schrägverwindung einen Drehimpuls um die Längsachse und kippt somit für den Fahrer leicht spürbar von einer Seite zur anderen. Untersuchungen an bestehenden Schrägverwindungen haben jedoch keine Unfallhäufung ergeben, sodass sich diese Bedenken als unbegründet erwiesen haben.